# Barhalganj
Barhalganj é uma cidade e uma nagar panchayat no distrito de Gorakhpur, no estado indiano de Uttar Pradesh.

## Demografia
Segundo o censo de 2001, Barhalganj tinha uma população de 19,171 habitantes. Os indivíduos do sexo masculino constituem 52% da população e os do sexo feminino 48%. Barhalganj tem uma taxa de literacia de 60%, superior à média nacional de 59.5%; com 58% para o sexo masculino e 42% para o sexo feminino. 16% da população está abaixo dos 6 anos de idade.